# Malé
Malé (dhivehi: މާލެ) er hovedstad i republikken Maldiverne. Byen, der har 133.019(2014) indbyggere, ligger på Malé Island i Kaafu Atollerne. Selvom Malé geografisk ligger i Kaafu Atollerne, hører den ikke administrativt til atollerne. Der er en havn på øen, mens lufthavnen ligger på den nærliggende ø Hulhule Island. Øen er centrum for al kommerciel aktivitet i landet.
Øen er meget bebygget og byen fylder næsten hele øens landareal.
Byen er delt op i fire dele Henveiru, Galolhu, Mafannu og Machangoli.
Den 26. december 2004 skete en af de dødeligste katastrofer i moderne historie, da jordskælvet i det Indiske Ocean ramte vestkysten af Sumatra. Jordskælvet og den efterfølgende tsunami dræbte op imod 220.000 mennesker. To tredjedele af Malé blev oversvømmet af flodbølgen.